# Eine Armee Gretchen
Eine Armee Gretchen ist ein 1972 in Jugoslawien gedrehter, schweizerischer Kriegs- und Sexploitationfilm von Erwin C. Dietrich (Regie, Produktion und Drehbuch) mit Carl Möhner in der Hauptrolle. Der Geschichte liegt ein gleichnamiger, 1947 veröffentlichter Roman von Karl-Heinz Helms-Liesenhoff zugrunde.

## Handlung
Die Geschichte spielt im Dritten Reich gegen Ende des Zweiten Weltkriegs. Die Wehrmacht droht personell auszubluten, und daher sollen nun auch Frauen rekrutiert werden. Aber nicht, um an der Front ihren Dienst an der Waffe abzuleisten. Als sogenannte „Blitzmädels“ werden Krankenschwestern, Nachrichten- und Flakhelferinnen in Uniformen gesteckt – zur sexuellen Beglückung deutscher Frontoffiziere, zur Wehrertüchtigung, zur moralischen Stärkung von Hitlers letztem Aufgebot gegen die anrennende Rote Armee.
Stabsarzt Dr. Felix Kuhn mustert das rein nach sexueller Attraktivität ausgesuchte, oftmals blonde „Damenaufgebot“. Auch seine beiden hübschen Töchter Eva und Marga sollen den Soldaten zu Diensten sein, doch versucht Kuhn mehrfach, sie und auch andere Mädchen mit nebulösen Attesten vor diesem zweifelhaften Dienst für das Vaterland zu bewahren. Deshalb bekommt Dr. Kuhn eines Tages Besuch von der Gestapo. 

## Produktionsnotizen
Erwin C. Dietrich hatte bereits mehrere Kriegsfilme erfolgreich verliehen und plante nun eine eigene Kriegsfilm-Produktion, ohne sich vom Sexploitation-Genre verabschieden zu müssen. Als Vorlage bot sich der Roman des in der Schweiz lebenden Autors Karl-Heinz Helms-Liesenhoff an. Bei einem Budget von weniger als einer Million Schweizer Franken kam als  Drehort 1973 nur Jugoslawien in Frage. Dort waren zahlreiche Waffen über das Kriegsende hinaus intakt geblieben und wurden bei in- und ausländischen Filmproduktionen immer wieder eingesetzt. Der namhafte Schauspieler Helmut Förnbacher konnte für das Projekt gewonnen werden, indem es ihm als großer, seriöser Film im Hollywood-Stil vorgestellt wurde.
Die Mehrzahl der Innen- und Außenaufnahmen wurden zunächst in Zürich und im Neeracher Ried gedreht. Dann ging es nach Jugoslawien, um auch einige spektakuläre Außenaufnahmen zu realisieren. Bereits nach neun Tagen hatte Dietrich für nur 200'000 Franken alle Dreharbeiten im Kasten, wobei die Volksarmee sogar gegen einen bescheidenen Aufpreis reguläre Truppenteile mit Nazi-Uniformen in den Krieg ziehen ließ. Alle Versuche, die Drehzeit zu verlängern und damit die Preise zu erhöhen, vermied Dietrich, indem er sich mit jeweils einem Take begnügte.
Der Film wurde am 1. Januar 1973 in der Schweiz uraufgeführt. Die deutsche Erstaufführung fand am 23. August 1973 statt. Ungeachtet aller Verrisse lief er immerhin gut genug, um einen moderaten Gewinn einzuspielen. Die eigentlichen Naziploitation-Filme existierten zu dieser Zeit noch nicht, Eine Armee Gretchen kann aber als ihr Vorläufer angesehen werden. In der Video-Ära wurde der Film dann zum Kult-Klassiker mit weltweiten Editionen.

## Kritik
Filme 1971–76 nannte den hochspekulativen Film „politisch unverantwortlich und zum Teil abstoßend widerlich“.